# Convento dei Cappuccini (Volterra)
Il convento dei Cappuccini si trova nell'omonima località del comune di Volterra.

## Storia e descrizione
Il complesso conventuale sorse nel XVI secolo, intitolato a San Matteo Apostolo, ma il nucleo centrale con la chiesa risale al XII secolo. Il piccolo chiostro riflette la semplicità e l'essenzialità della regola.
Immerso nel verde, è in corso di riconversione in area di sosta camper.